# Glaube Feitosa
Glaube Araújo Feitosa (ur. 9 kwietnia 1973 w São Paulo) – brazylijski karateka stylu Kyokushin, zawodnik K-1, trener karate.

## Kariera sportowa

### Karate
Kyokushin trenuje od 12. roku życia. Jest związany z organizacją IKO1 (założyciel Kancho Shōkei Matsui). W swojej karierze wygrywał mistrzostwa kraju oraz Ameryki Południowej, był również wicemistrzem świata w wadze superciężkiej z 1997 roku (w finale przegrał z Francisco Filho).
Wyniki na Mistrzostwach Świata Kyokushin (IKO1):
- 1995 - 8. miejsce VI Otwartych MŚ
- 1999 - 4. miejsce w VII Otwartych MŚ
- 2003 - 4. miejsce w VIII Otwartych MŚ

### K-1
W K-1 walczył od 1998 roku; początkowo bez sukcesów. Przełom w karierze Feitosy nastąpił w 2005 roku, kiedy wygrał K-1 World Grand Prix w Las Vegas (w finale znokautował Gary’ego Goodridge'a). Sukces ten pozwolił mu na występ w turnieju w Osace, będącym eliminacją do Finału World Grand Prix w Tokio. Feitosa przegrał jednak z Semmym Shiltem przez jednogłośną decyzję. Mimo to otrzymał szansę występu w Tokio w walce rezerwowej z Goodridge’em. Pokonał go przez jednogłośną decyzję, co umożliwiło mu występ w półfinale turnieju (zastąpił kontuzjowanych Aertsa i Le Bannera). Walczył w nim z wicemistrzem K-1 z 2003 i 2004 roku, Musashim. Brazylijczyk posłał Japończyka na deski już w pierwszej rundzie, a w drugiej znokautował go kopnięciem kolanem z wyskoku. O mistrzostwo K-1 World GP Feitosa zmierzył się z Schiltem. Holender znokautował go ciosem kolanem już w 48. sekundzie walki. Pomimo porażki Brazylijczyk stał się sensacją turnieju, zdobywając wicemistrzostwo jako zawodnik rezerwowy.
W 2006 roku w walce rewanżowej pokonał Musashiego, a w walce eliminacyjnej do Finału World GP Pawła Słowińskiego. W ćwierćfinale znokautował Rusłana Karajewa, jednak sam został znokautowany w półfinale przez Petera Aertsa.
Trzeci z rzędu występ w finałowej imprezie K-1 World GP Feitosa zapewnił sobie w 2007 roku, wygrywając na gali eliminacyjnej w Seulu z Chalidem Arrabem. W ćwierćfinale spotkał się po raz trzeci z Semmym Schiltem i po raz trzeci poniósł porażkę, choć w drugiej rundzie omal nie posłał Holendra na deski, trafiając go w szczękę tzw. brazylijskim kopnięciem.
W 2008 roku Glaube Feitosa walczył na turnieju K-1 World GP w Fukuoce z Badrem Hari o mistrzostwo K-1 w kategorii ciężkiej (do 100 kg). Marokańczyk znokautował go w pierwszej rundzie. W tym samym roku nie zdołał się zakwalifikować do Finału K-1 WGP, przegrywając w eliminacjach z Errolem Zimmermanem. W 2009 roku doszło do rewanżu, w którym ponownie lepszy był Surinamczyk. Tym samym Feitosa po raz drugi z rzędu nie zdobył kwalifikacji do turnieju o mistrzostwo K-1 WGP. Była to zarazem jego ostatnia walka w karierze.
Feitosa trenował z byłym mistrzem świata Kyokushin Francisco Filho w Ichigeki Team w Tokio oraz pod okiem Raya Sefo i Jaysona Vemoa w Ray Sefo Fighting Academy w Auckland. Jest specjalistą tzw. brazylijskiego kopnięcia (ang. brasilian kick).
Po zakończeniu zawodniczej kariery zajął się nauczaniem i instruktażem karate. Jednym z jego podopiecznych był m.in. Mauricio Rua.

## Osiągnięcia
Kick-boxing:
- 2005: Wicemistrz K-1 World GP
- 2005: K-1 World GP w Las Vegas – 1. miejsce

Karate Kyokushin (IKO1):
- 2005: MVP Pucharu Świata Karate Kyokushin w Paryżu
- 2003:  8. Otwarte Mistrzostwa Świata Kyokushin – 4. miejsce
- 1999: 7. Otwarte Mistrzostwa Świata Karate Kyokushin – 4. miejsce
- 1999: Otwarte Mistrzostwa Ameryk (America’s Cup) – 1. miejsce
- 1997: 1. Mistrzostwa Świata Kyokushin w Kategoriach Wagowych - 2. miejsce w wadze superciężkiej
- 1997: Mistrz Ameryki Południowej
- 1997: Mistrz Brazylii
- 1996: Mistrz Brazylii